# Les Contamines-Montjoie
 Les Contamines-Montjoie  es una población y comuna francesa, en la región de Ródano-Alpes, departamento de Alta Saboya, en el distrito de Bonneville y cantón de Saint-Gervais-les-Bains.
El nombre de la comuna fue simplemente Les Contamines hasta el 26 de septiembre de 1949, cuando se cambió al actual.
Aunque no pertenece a ninguna mancomunidad con fiscalidad propia, es miembro de la SIVOM Pays du Mont-Blanc.

## Geografía
La localidad está situada en el valle Montjoie, en el borde suroeste del macizo del Mont Blanc. Al valle, orientado en dirección norte-sur, se accede desde Saint-Gervais-les-Bains. Las localidades limítrofes con Les Contamines-Montjoie son Saint-Gervais-les-Bains y Megève en Alta Saboya; Hauteluce, Beaufort-sur-Doron y Bourg-Saint-Maurice en Saboya; y Courmayeur en el Valle de Aosta en Italia.

## Demografía
| 879                       | 879 | 892 | 865 | abs. | 856 | abs. | 840 | abs. | 716 | 684 | 670 | 672 | 670 | 700 | 651 | 630 | 641 | 651 | 635 | 605 | 572 | 569 | 574 | 570 | 615 | 726 | 753 | 909 | 853 | 1 027 | 994 | 1 129 | 1 186 |
| (Fuente: INSEE y Cassini) |     |     |     |      |     |      |     |      |     |     |     |     |     |     |     |     |     |     |     |     |     |     |     |     |     |     |     |     |     |       |     |       |       |

## Lista de alcaldes
- Bernard Chévalier (1994-2001)
- Valérie Horellou (2001-2008)
- Jean-Louis Mollard (2008-en el cargo)

## Hermanamientos
- Névez, desde 2000.